# Szynkarówki
Szynkarówki (687 m) – wzgórze na północno-wschodnim obrzeżu Pasma Leluchowskiego, które w polskiej regionalizacji fizycznogeograficznej według Jerzego Kondrackiego zaliczone zostały do Beskidu Sądeckiego, w nowszej regionalizacji z 2018 r. wraz z Górami Lubowelskimi do Pogórza Popradzkiego. Stoki Szynkarówek opadają do doliny Muszynki i dwóch jej dopływów (Chotarny Potok i Szczawnik). Wzgórze jest bezleśne, znajdują się na nim pola uprawne i łąki miejscowości Muszynka. Na północnych stokach niezagospodarowane źródło wody mineralnej. Wypływający z niego strumyk uchodzi do rzeki Muszynka. Przez wzgórze nie biegnie żaden znakowany szlak turystyczny.
Szynkarówki znajdują się w granicach wsi Muszynka w województwie małopolskim, w powiecie nowosądeckim, w gminie Krynica-Zdrój.